# Lizzie Halliday
Lizzie Halliday (c. 1859 – 28 de junio de 1918) fue una estadounidense de origen irlandés asesina en serie responsable de la muerte de cuatro personas en el Upstate de Nueva York durante la década de 1890. En 1894, se convirtió en la primera mujer de la historia en ser sentenciada a muerte en la silla eléctrica. Sin embargo, la pena fue conmutada y pasó el resto de su vida en un hospital psiquiátrico. Mató a una enfermera mientras estaba internada y se especula que pudo haber matado al menos a dos personas más, sus maridos de matrimonios anteriores.

## Biografía
Lizzie Halliday, originalmente Eliza Margaret McNally, nació alrededor de 1859 en el Condado de Antrim, Irlanda. Su familia se mudó a Estados Unidos en algún momento entre sus tres y ocho años. En 1879, Lizzie se casó en Greenwich, Nueva York con un hombre conocido por el alias de Charles Hopkins, siendo su nombre real Ketspool Brown. Se dice que tuvieron un hijo que acabó en un orfanato. En 1881, después de la muerte de Hopkins, se casó con un pensionista llamado Artemus Brewer, pero él también murió menos de un año más tarde. Su tercer marido, Hiram Parkinson, la abandonó en su primer año de matrimonio. Lizzie acabó casándose con George Smith, un veterano de guerra que había servido con Brewer. Después de un intento fallido de matar a Smith poniendo arsénico en su té, Lizzie huyó a Bellows Falls, Vermont. Allí se casó con Charles Playstel pero desapareció dos semanas más tarde.
En el invierno de 1888, Lizzie reapareció en Filadelfia cuando aparece en un saloon en 1218 North Front Street regentado por los McQuillan, amigos vecinos de los McNally en Irlanda. Bajo el nombre de "Maggie Hopkins", Lizzie abrió una tienda, pero luego fue condenada por quemarla para cobrar el dinero del seguro. Fue sentenciada a dos años en la Eastern Estate Penitentiary de Filadelfia.
En 1889, ahora con el nombre de "Lizzie Brown", se convierte en la ama de llaves de Paul Halliday, un granjero viudo de setenta años que vivía en Burlingham, Nueva York con sus hijos. Su matrimonio se vio empañado por lo que Halliday describió como "esporádicos instantes de locura" de Lizzie. En dos años, la casa y el granero de la familia Halliday se incendiaron, y se sospechaba que Lizzie había provocado los fuegos. En algún momento, Lizzie robó un equipo de caballos y un vecino la ayudó a conducirlos a Newburgh, Nueva York, donde  los vendió. Fue absuelta del delito por locura (las cuentas varían de si esto sucedió en 1890 o 1891).

## Asesinatos
En mayo de 1891, el molino de la granja Halliday ardió por completo, matando al hijo mentalmente minusválido de Halliday, John. Lizzie era de nuevo sospechosa del incendio ya que se sabía que no le gustaba John. Fue arrestada y enviada a un asilo mental, transferida a otro, pero luego declarada curada y liberada, regresando a casa de los Halliday.
Paul Halliday desapareció en agosto de aquel año. Lizzie afirmó que había ido a un pueblo cercano a hacer algún trabajo de albañilería. Ante las sospechas de los vecinos de que algo no encajaba en la historia de Lizzie, una orden de registro fue obtenida y el 4 de septiembre los cuerpos de dos mujeres se hallaron enterrados en el heno del granero. A ambas les habían disparado. Las mujeres fueron más tarde identificadas como Margaret y Sarah McQuillan, residentes en Nueva York, la madre y la hija de la familia con la que Lizzie se había quedado en Filadelfia. Poco se pudo determinar de Lizzie cuando, al ser interrogada, se comportó de manera errática, desgarrando su ropa y hablando incoherentemente. Fue detenida y algunos consideraron que simplemente estaba fingiendo locura.
Unos días después del hallazgo de las McQuillan, el cadáver de Paul Halliday fue descubierto bajo las tablas del piso de su casa. También le habían disparado. Lizzie fue acusada de los asesinatos e ingresada en la prisión del Condado de Sullivan en Monticello, Nueva York a la espera de juicio. Durante su primeros meses allí rechazó comer, atacó a la mujer del sheriff, prendió fuego a su propia cama, trató de colgarse, y cortarse la garganta con un vaso roto sobre lo que dijo: "pensé que me cortaría para ver si sangraba." Sus carceleros se vieron obligados a encadenarla al piso durante sus meses restantes allí.

## Cobertura de prensa
Mientras estaba en prisión Lizzie recibió atención nacional como una historia sensacionalista difundida a través del país en los periódicos amarillos. El New York World retrató incluso el de Lizzie como un "caso sin precedentes y casi sin paralelo en los anales del crimen". La noticia fue también cubierta por Nellie Bly del New York World que finalmente consiguió una entrevista con Lizzie en la que le reveló sus matrimonios anteriores, hechos que Bly fue capaz de confirmar. Otra fuente útil para los reporteros fue Robert Halliday, otro de los hijos de Paul Halliday. El sheriff del condado desató una nueva ronda de especulaciones cuando le dijo a la prensa que Lizzie probablemente estaba relacionada con los crímenes de Jack el Destripador, aunque nunca se hizo ninguna conexión y cuando él le preguntó sobre el asunto, Lizzie le dijo: "¿Crees que soy un elefante? Eso fue hecho por un hombre."
La revelación de que había estado casada cinco veces antes de contraer matrimonio con Paul Halliday, que dos de sus maridos murieron menos de un año después de sus bodas y que Lizzie había intentado envenenar a un tercero dirigió a la prensa a especular que podría ser responsable de al menos seis muertes. "Si estos hombres murieron de muertes naturales o fueron asesinados, no se conoce", anotó el The New York Times en junio de 1894. Lizzie también hizo una reclamación (confiada a Robert Halliday) de que había matado un primer marido en Belfast, pero que había logrado ocultar el crimen.

## Condena
El 21 de junio de 1894, Halliday fue condenada en el Tribunal Oyer and terminer del Condado de Sullivan por el asesinato de Margaret McQuillan y Sarah Jane McQuillan. Se convirtió en la primera mujer de la historia en ser sentenciada a muerte por electrocución, mediante el nuevo método de la silla eléctrica implantado en el Estado de Nueva York, pero el gobernador Roswell P. Flower conmutó la pena por ingreso de por vida en una institución mental después de que una comisión médica la declaró demente. Halliday fue enviada al Matteawan State Hospital para criminales dementes donde pasó el resto de su vida. En 1906 asesinó a una enfermera, Nellie Wickes, apuñalándola 200 veces con un par de tijeras.
Halliday falleció el 28 de junio de 1918. El The New York Times informó del deceso describiéndola como "la peor mujer del mundo."